# Дебора Сосименко
Дебора (Деби) Сосименко (енгл. Deborah 'Debbie' Sosimenko; Сиднеј, 5. април 1974 ) је бивша аусатралијска атлетичарка која се такмичила у бацању кладива.
Представљала је Аустралију два пута на Олимпијским играма 2000. у Сиднеју и 2004. у Атини. На олимпијским играма у Сиднеју поставила је рекорд Океаније у бацању кладива. У истој дисциплини била је девет пута првак Аустралије и једном првак Комонвелта.

## Значајнији резултати
| Година | Такмичење                | Место                     | Резултат |             |
| ------ | ------------------------ | ------------------------- | -------- | ----------- |
| 1997   | Летња универзијада 1997. | Палермо, Италија          | 3/23     | 65,02 м     |
| 1998   | Игре Комонвелта 1998.    | Куала Лумпур, Малезија    | 1/12     | 66,56 м     |
| 1999   | Светско првенство        | Севиља, Шпанија           | 5/21     | 65,52 м     |
|        | Летња универзијада 1999. | Палма де Мајорка, Шпанија | 5/30     | 62,88 м     |
| 2000   | Олимпијске игре          | Сиднеј, Аустралија        | 5/28     | 67,95 м ОКР |
| 2004   | Олимпијске игре          | Атина, Грчка              | 44/48    | 57,79 м     |